# Condado de Sioux (Nebraska)

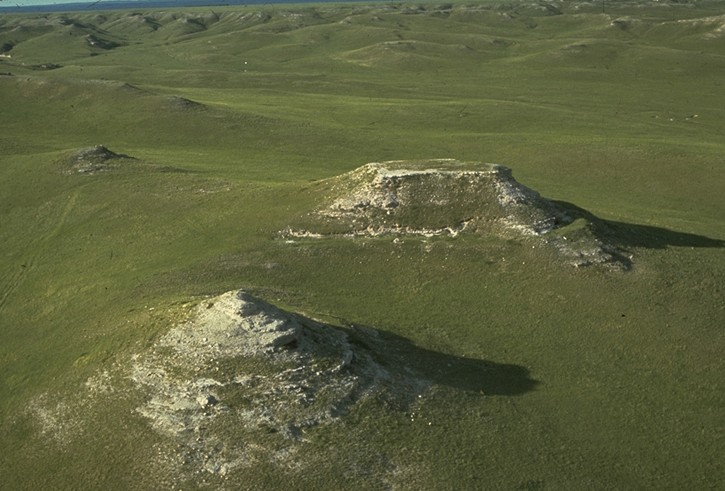
Vista aérea del monumento nacional de Agathe.

El condado de Sioux (en inglés: Sioux County), fundado en 1877, es un condado del estado estadounidense de Nebraska. En el año 2000 tenía una población de 1.475 habitantes con una densidad de población de 0,27 personas por km². La sede del condado es Harrison.

## Geografía
Según la oficina del censo el condado tiene una superficie total de 5354 km² (2067,2 mi²), de los que todos son tierra.

### Condados adyacentes
- Condado de Fall River - norte
- Condado de Box Butte - este
- Condado de Dawes - este
- Condado de Scotts Bluff - sur
- Condado de Goshen - suroeste
- Condado de Niobrara - noroeste

## Demografía
Según el censo del 2000 la renta per cápita media de los habitantes del condado era de 29 851 dólares y el ingreso medio de una familia era de 31 406 dólares. En 2000 los hombres tenían unos ingresos anuales 23 409 dólares frente a los 21 490 dólares que percibían las mujeres. El ingreso por habitante era de 15 999 dólares y alrededor de un 15,40 % de la población estaba bajo el umbral de pobreza nacional.

## Ciudades y pueblos
El principal pueblo es:
- Harrison

## Espacios naturales protegidos
En este condado se incluye parte de las zonas protegidas de
- Agate Fossil Beds National Monument
- Oglala National Grassland compartido con el Condado de Dawes.
- Nebraska National Forest compartido con el Condado de Dawes.